# Die Biene Maja (Lied)
Die Biene Maja ist ein Lied des tschechischen Komponisten Karel Svoboda und des Texters Florian Cusano. Es wurde in der ersten Version von dem Schlagersänger Karel Gott als Titellied für die deutsche Fassung der deutsch-japanischen Zeichentrick-Fernsehserie Die Biene Maja von 1975 gesungen. Auch in der seit 2013 produzierten deutsch-französischen gleichnamigen Neufassung dient das Lied als Titellied, diesmal gesungen von Helene Fischer.

## Produktion
Der überwiegend als Film- und Serienkomponist tätige Karel Svoboda hatte von der Plattenfirma Polydor den Auftrag erhalten, die Titelmelodie zur Serie zu schreiben. Er fragte als Sänger Karel Gott an, mit dem er bereits verschiedene deutschsprachige Charterfolge wie Einmal um die ganze Welt oder Lady Carneval erzielt hatte. Die beiden nahmen den Titel 1976 in Svobodas Hamburger Studio auf. Gott war zunächst skeptisch, ein Kinderlied zu singen. Das Stück wurde später jedoch zu seinem bekanntesten Titel im deutschsprachigen Raum und war dort häufig Teil seines Liveprogramms.

## Hintergrund und Entstehung
Die erste Ausstrahlung der Serie Biene Maja in der Bundesrepublik Deutschland fand vom 9. September 1976 bis September 1977 jeweils donnerstags im ZDF statt, Österreich folgte zehn Tage später. Die Serie entwickelte sich rasch zur bis dahin erfolgreichsten Zeichentrickserie im ZDF, bei der Erstausstrahlung sahen im Schnitt drei bis vier Millionen Kinder zwischen drei und 13 Jahren zu. Das von Karel Gott gesungene Titellied erschien als Polydor-Single mit Bunter Schmetterling als B-Seite am 3. März 1977 und erreichte Anfang Mai 1977 Platz 1 der NDR-Schlagerparade. Der Abspann war eine Instrumentalfassung des Orchesters James Last, die damals so aber nicht veröffentlicht wurde.
Das Titellied der zweiten Staffel wurde jedoch nur bei den ersten Folgen von Karel Gott gesungen und später durch eine Uptempo-Version von James Last (nicht identisch mit dessen Abspann-Version) ersetzt, die ein Frauenchor sang. Im Gegensatz zu den Fernsehwiederholungen ersetzte man diese bei der DVD-Veröffentlichung jedoch vor allen Folgen durch die Version von Karel Gott.
Eine von Karel Gott und Norbert Dickel 1996 als mögliche Vereinshymne von Borussia Dortmund eingespielte Version der Filmmusik unter dem Titel Schwarzgelb – Wie Biene Maja konnte sich weniger bei den Fans als den Gegnern der Schwarzgelben durchsetzen.
2013 wurde das Lied bei der 3D-animierten Neuauflage der Serie durch eine von Helene Fischer gesungene Version ersetzt.

## Rezeption
Das Lied konnte sich im deutschsprachigen Bereich sehr gut etablieren und gehört zu den klassischen Fernsehhits, gemeinsam mit anderen Liedern von Karel Svoboda wie Pinocchio, Nils Holgersson oder Hey, Hey Wickie. Die Biene Maja erschien in der Originalversion entsprechend auf zahlreichen Samplern mit Kinderliedern oder Fernsehserienhits. Im Mai 1977 stieg der Song in die österreichischen Single-Charts auf Rang 18 ein und verblieb dort für vier Wochen.

## Weitere Versionen

### Auf Deutsch
- 1994: Die Schröders – Die Biene Maja
- 1994: KGB – Die Biene Maja
- 2004: Basta – Biene Maja (A-cappella-Version)
- 2007: Dieter Thomas Kuhn & Band – Die Biene Maja
- 2012: Fun Kids – Die Biene Maja
- 2013: Helene Fischer – Die Biene Maja
- 2016: Kerstin Ott – Biene Maja
- 2020: Gestört aber geil – Biene Maja[6]

### In anderen Sprachen
- Niederländisch: De Schellebellen – Maja de bij (1978, Text: Gerrit den Braber)
- Polnisch: Zbigniew Wodecki – Pszczółka Maja (1980)
- Tschechisch: Karel Gott – Včelka Mája (1986)
- Spanisch: Los Paraguayos – Abeja Maya (2014)

## Belege
1. ↑  Karel Gott: Zwischen zwei Welten: Mein Leben. Riva Verlag, 2014, ISBN 978-3-86413-537-8, S. 125 (google.de [abgerufen am 23. November 2021]).
2. ↑  Harald R. Fabian: Summ, summ, summ – wie aus der kleinen Biene Maja ein großer Star wurde. Funk Uhr 25/1977, S. 14–15.
3. ↑  Stimmen Sie ab! Welche BVB-Hymne ist die beste? (Memento vom 23. Mai 2011 im Internet Archive) Von Anne-Kathrin Neumann, 13. Mai 2011, Dorstener Zeitung
4. ↑  Karel Gott – Die Biene Maja. austriancharts.at, abgerufen am 10. September 2016.
5. ↑  Helene Fischer – Die Biene Maja. offiziellecharts.de, abgerufen am 10. September 2016.
6. ↑  Giraffenaffen 6 / Sampler / Neues Album / 2020. cd-lexikon.de, abgerufen am 13. Juli 2020.